# Ida di Herzfeld
Ida di Herzfeld (in tedesco Ida von Herzfeld) (tra il 770 e il 775 – 4 settembre 825) fu la fondatrice della prima chiesa cristiana in Vestfalia ed è venerata come santa dalla Chiesa cattolica. Il suo culto è particolarmente diffuso in Germania.

## Biografia

### L'ascendenza controversa

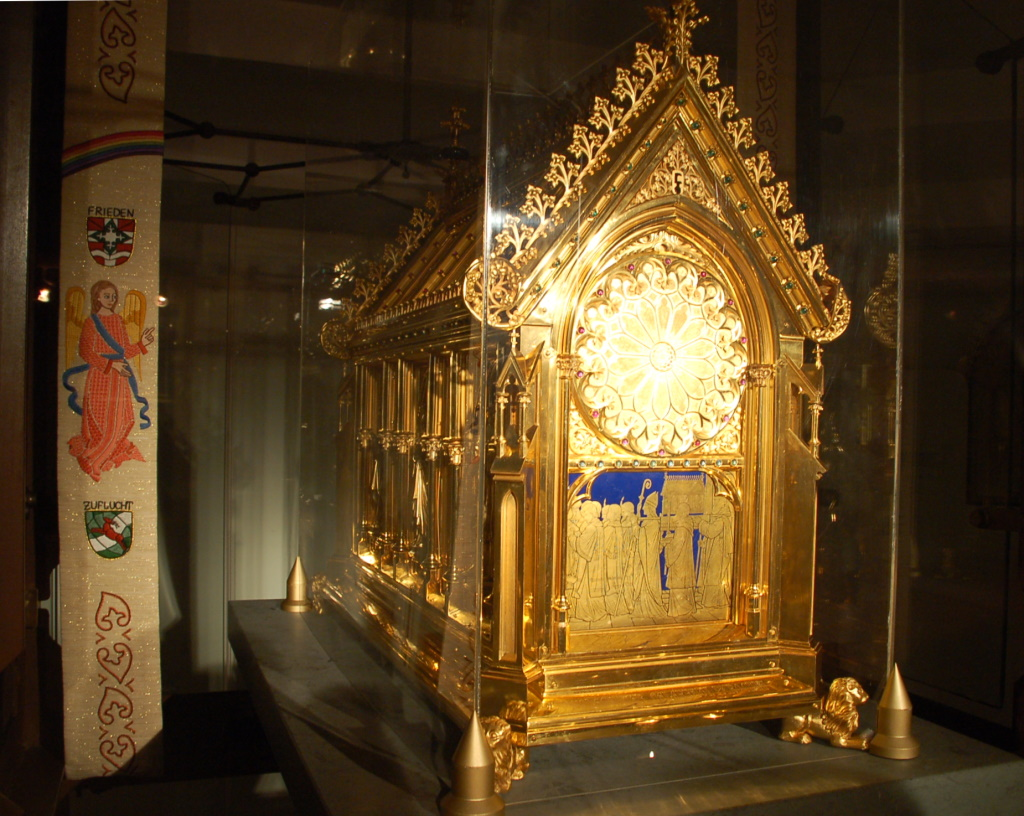
Il reliquiario di Santa Ida nella chiesa a lei dedicata ad Herzfeld (Westfalen) (Foto del 2008).

Le origini di Ida sono storicamente controverse. Sono tutti d'accordo sul fatto che Ida fosse in stretta parentela con i carolingi. Secondo uno dei punti di vista, Ida è ritenuta figlia della badessa Theodrada di Soissons (sorella degli abati sant'Adelardo e Wala), che da parte sua era stata una nipote diretta di Carlo Martello attraverso il figlio di quest'ultimo, Bernardo. In questa interpretazione storica, il padre sarebbe stato il conte Teodorico, figlio di Childerico III, ultimo re merovingio. Secondo un'altra tesi Ida sarebbe stata la figlia di Carlomanno e della moglie Gerberga.
Entrambe le tesi portano però alla conclusione che Ida, o attraverso il presunto genitore Carlomanno, fratello di Carlo Magno, o attraverso la sua possibile madre Theodrada, dev'essere vista come nipote o pronipote di Carlo Martello, quindi, in linea collaterale, stretta parente di Carlomagno.
Secondo un'interpretazione minoritaria Ida potrebbe essere stata figlia della vedova di Carlomanno, Gerberga, e di un non identificato conte franco, nel qual caso Ida non avrebbe avuto alcun legame di parentela con i carolingi.

### Agiografia
Dopo il suo matrimonio con il duca sassone Ecberto (della famiglia degli Ecbertini) ella lasciò la sua terra e si trasferì nel 786 nelle proprietà del coniuge in Vestfalia, che si trovavano nelle vicinanze dell'attuale città di Osnabrück.
Lungo la via essi attraversarono il fiume Lippe e presso Hirutveldun, sulla riva destra del fiume, posero il loro accampamento. La notte successiva ad Ida apparve in sogno un angelo, che le avrebbe ordinato di erigere colà una chiesa. Questa apparizione onirica determinò da quel momento i suoi pensieri e le sue azioni. Ella si preoccupò di erigere questa chiesa e divenne così la fondatrice della prima comunità cattolica del Münsterland, a Herzfeld (Lippetal).
Il viaggio verso la Vestfalia cadde nel periodo della trentennale guerra fra Sassoni e Franchi ed ella prese allora sotto la sua protezione i primi. Il cervo, con il quale ella viene spesso rappresentata, è l'immagine dei Sassoni incalzati dai Franchi ed ancor oggi il cervo si trova nell'emblema di Herzfeld.
Nell'811 il marito di Ida, Ecberto, morì e trovò la sua sepoltura nella chiesa. Sulla tomba venne eretto un portico, ov'ella abitò dopo la morte del marito. Colà, in diretta prossimità dell'altare, Ida si dedicò interamente alla preghiera ed alla cura della comunità.
Il sarcofago fungeva da cassapanca per le offerte, che secondo la leggenda dovevano essere suddivise due volte il giorno fra gl'indigenti.
Le attività descritte però non sono storicamente provate: medioevali "vite di santi", come quella del monaco Uffing dell'abbazia di Werden (che ebbe sempre la proprietà della chiesa fondata da Ida, le cui spoglie mortali furono traslate colà due volte) presso Essen. Egli scrisse nel 980, in occasione proprio della traslazione delle spoglie di sant'Ida, una sua agiografia, che costituì un primo esempio letterario di narrazione novellistica, ma il cui contenuto sa più di esaltazione della figura che di rigore biografico. Gli sviluppi per la sua canonizzazione contribuirono alla nascita di leggende.

## Discendenza
Sposata con il duca di Sassonia Ecberto, dalla loro unione nacquero cinque figli:
- Sant'Ida, Ida la Giovane, sposò Asig (Esiko), capostipite degli Esikoni, che furono signori della contea di Hessengau.
- Guerino I di Sassonia, abate di Corvey.[6]
- Hadwig, badessa ad Herford.[6][7]
- Adela, suora convento Herford.[4][6]

## Culto
Appena si sparse la notizia del suo decesso, il portico con la sua tomba fu subito meta di pellegrinaggi. 155 anni dopo, il 26 novembre 980, Dodo, vescovo di Münster, portò Ida agli onori degli altari. Oggi il sarcofago di santa Ida, lo scrigno con le sue reliquie, può essere ammirato nella cripta della chiesa da lei fondata.
Ella è considerata dai cattolici soprattutto la santa patrona delle gestanti, degl'indigenti e dei più deboli. Pellegrinaggi alla teca delle sue spoglie vengono effettuati ancor oggi. Ad Herzfeld si festeggia ogni anno, a settembre, in sua memoria, la "Settimana di Santa Ida". In quella settimana, nel quadro del cosiddetto "costume folkloristico di Ida" (Identracht), le spoglie di santa Ida vengono portate in processione per le vie della località ed al termine viene impartita la cosiddetta "benedizione di Ida" (Ida-Segen).
Nel Renania Settentrionale-Vestfalia alcune altre chiese cattoliche sono dedicate a santa Ida e ad Herzfeld e a Münster vi sono due scuole elementari ad ella intitolate.

## Santuario di Santa Ida

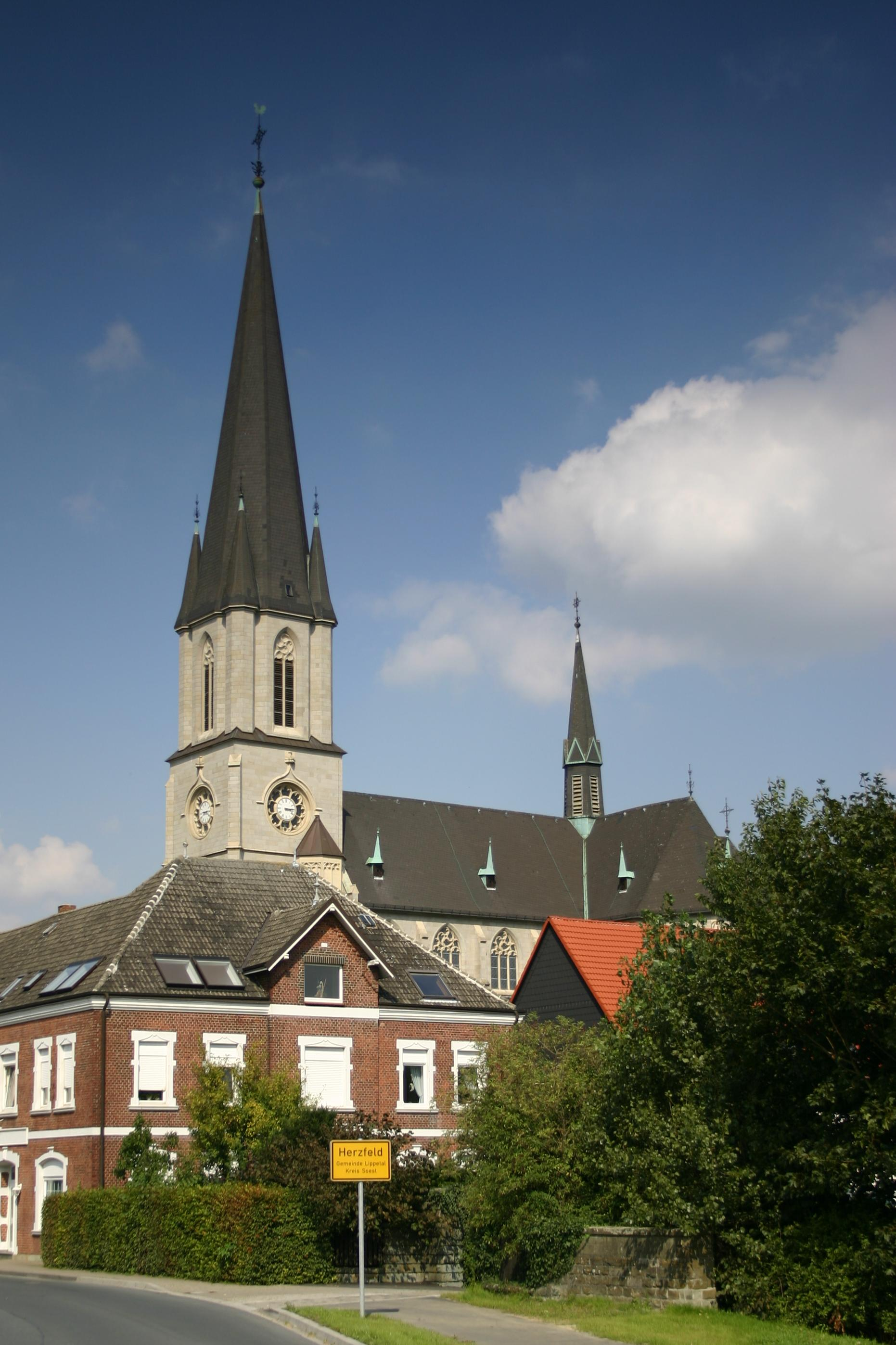
Il santuario di Santa Ida a Herzfeld (foto 2005).

Già nell'VIII secolo esisteva ad Herzfeld un santuario eretto in onore di santa Ida. Con questa prima chiesa ebbero inizio i numerosi edifici di culto che, nell'arco di un millennio, furono dedicati ad Ida. Nel XIII secolo fu eretto un nuovo santuario, che all'inizio del XX secolo (tra il 1900 ed il 1903) fu sostituito da quello attuale in stile neogotico.
Particolarmente significativi sono gli altari scolpiti che sono prodotti, come gli altri arredi, dalla cosiddetta Wiedenbrücker Schule. Il fonte battesimale risale al 1520. Punto focale della chiesa è la cripta funeraria con le reliquie di santa Ida.